# German-Jordanian University
Die German-Jordanian University (Eigenschreibweise German Jordanian University) (GJU) ist eine von zehn staatlichen jordanischen Universitäten. Nach mehrjährigen Planungen wurde im Herbst 2004 mit der Umsetzung des Projektes begonnen.

## Gründung und Förderung

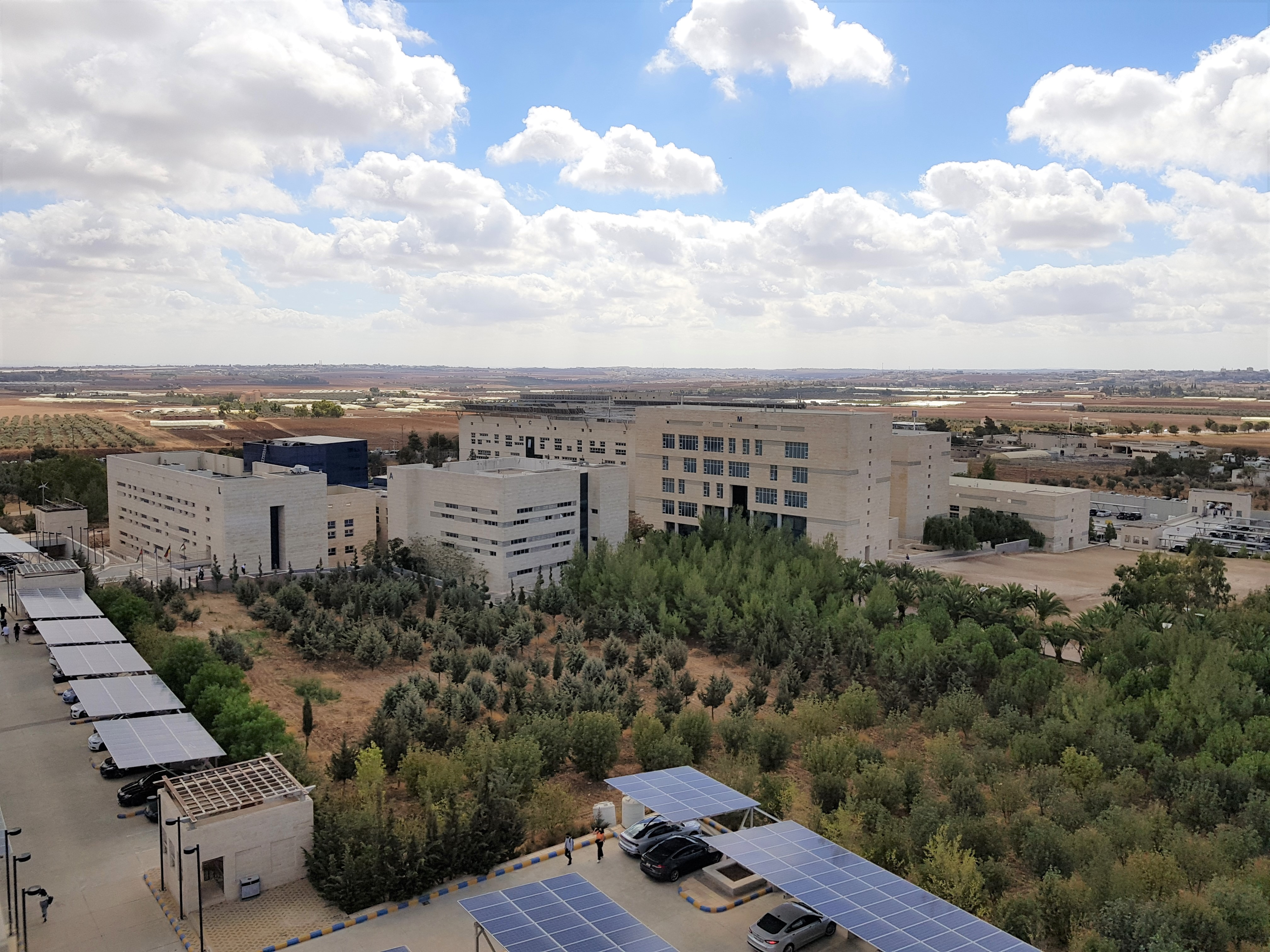
Solarzellen auf dem energieautarken Campus in Madaba

Die Universität wurde 2005 durch eine königliche Verordnung nach dem Vorbild deutscher Fachhochschulen gegründet. Das Dekret basiert auf einer Vereinbarung zwischen dem jordanischen Wissenschaftsministerium (engl. Ministry of Higher Education and Scientific Research of the Hashemite Kingdom of Jordan) und dem deutschen Bundesministerium für Bildung und Forschung.
Bereits im August 2004 hatte ein Gründerausschuss seine Tätigkeit in Jordanien aufgenommen; er arbeitete  eng mit dem jordanischen Wissenschaftsministerium zusammen. Gleichzeitig wurde an der Hochschule Magdeburg-Stendal ein Planungsbüro eröffnet, das in Kooperation mit dem Bundesbildungsministerium und dem Deutschen Akademischen Austauschdienst das Konzept erstellte.
Am 25. April 2005 wurde der Grundstein für die neue Fachhochschule gelegt. Schirmherr war der jordanische König Abdullah II. Anwesend waren Prinz Faisal ben Naiyef, die deutsche Wissenschaftsministerin Edelgard Bulmahn, der jordanische Wissenschaftsministers Khaled Touqan, der sachsen-anhaltische Kultusminister Jan-Hendrik Olbertz und der DAAD-Vizepräsident Huber. Zum Gründungspräsidenten wurde kurz darauf Labib Khadra, der in Deutschland und den USA Nachrichtentechnik studierte.
Von deutscher Seite wird das Projekt finanziell gefördert durch den DAAD, das BMBF, die GIZ und das Land Sachsen-Anhalt. Aus der jordanischen Privatwirtschaft gibt es finanzielle wie auch Sachmittel zur Unterstützung des Aufbaus. Die jordanische Regierung finanziert ihren Anteil am Campusneubau mit Mitteln aus einem Schuldenumwandlungsprogramm.
Die Hochschule ist für fünftausend Studierende ausgelegt, die sowohl aus Jordanien als auch aus den benachbarten Ländern kommen.

## Studiengänge

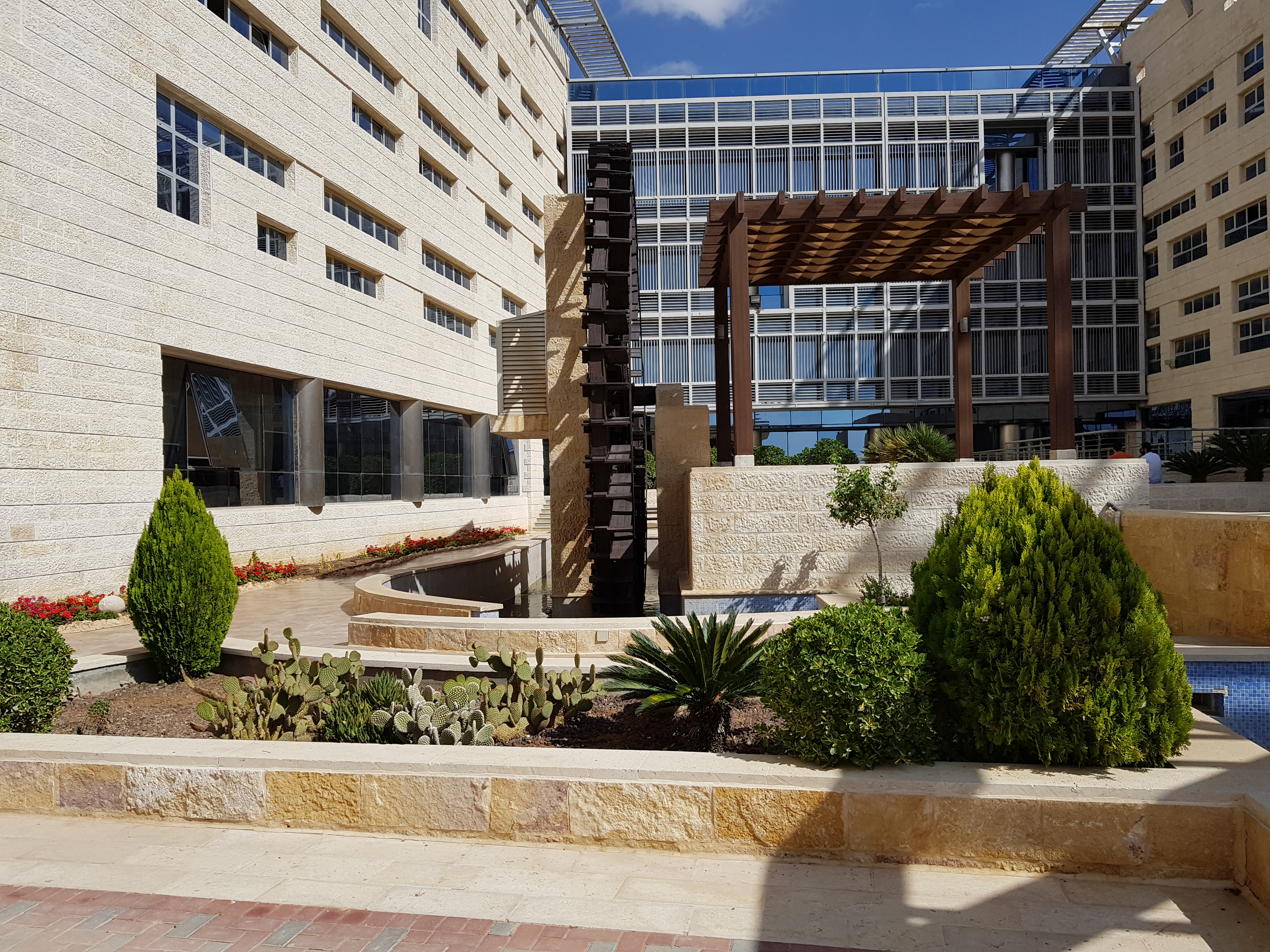
Innenhof des Campus Madaba mit Wasserrad

Die GJU war bis zum Wintersemester 2012/13 in Gebäuden der Royal Scientific Society untergebracht, wo sie zum Wintersemester 2005/2006 mit elf Bachelor-Studiengängen startete. Auf dem neuen Campus in Madaba, südlich von Amman sowie dem Innenstadtcampus in Amman werden über 28 Studiengänge in den folgenden Fakultäten angeboten:
- School of Management and Logistic Sciences (Betriebswirtschaft, Logistik, Internationales Rechnungswesen)
- School of Applied Medical Sciences (Chemie und Pharmatechnik, Medizintechnik)
- School of Natural Resources Engineering and Management (Umwelttechnik, Wasserwirtschaft, Energietechnik)
- School of Applied Technical Sciences (Mechatronik, Wirtschaftsingenieurwesen, Instandhaltungsingenieurwesen)
- School of Architecture and Built Environment (Architektur, Innenarchitektur, Design)
- School of Applied Humanities and Languages (Deutsch als Fremdsprache, Übersetzung)
- School of Electrical Engineering and Information Technology (Informatik, Technische Informatik, Nachrichtentechnik)

In allen Fakultäten wird mit einer Vielzahl deutscher Partnerhochschulen kooperiert.
Die Auswahl und Weiterentwicklung der einzelnen Studiengänge erfolgte im Dialog mit deutschen und jordanischen Bildungsexperten sowie hochrangigen Vertretern der Wirtschaft.

## Rolle deutscher Fachhochschulen

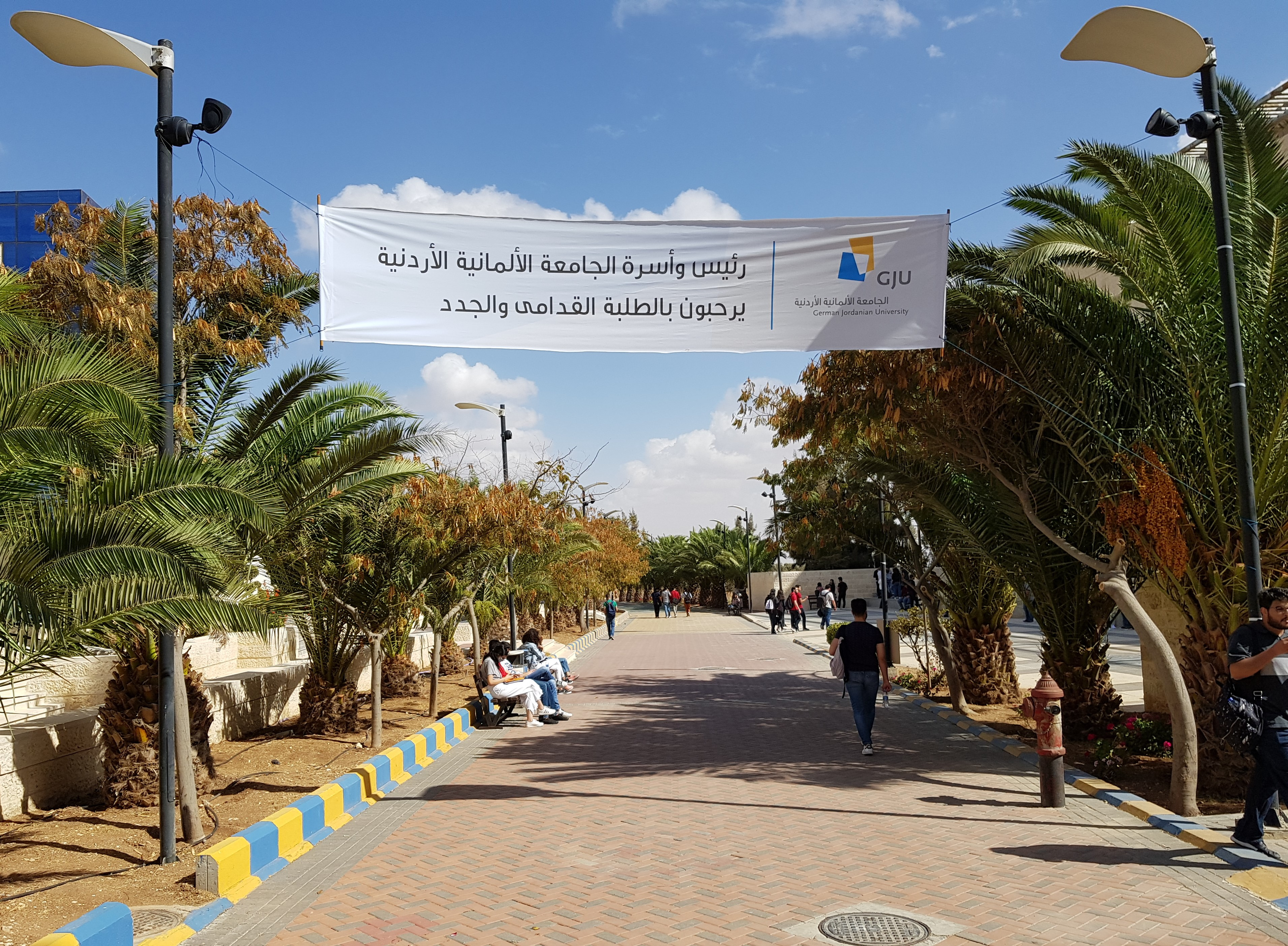
Willkommensbanner der Universität (Campus Madaba)

Mehr als 100 deutsche Fachhochschulen beteiligen sich an der Gestaltung der verschiedenen Curricula und der Gewinnung und Auswahl von deutschem Lehrpersonal sowie bei Aufnahme und Betreuung von Studierenden der GJU während ihres Auslandsjahres.
Das fünfjährige Studium wird nach dem Vorbild deutscher Fachhochschulen stark praxis- und anwendungsorientiert gehalten, deutsche Lehrende stellen einen hohen Anteil des Gesamtlehrkörpers. Das Studium beinhaltet einen umfangreichen Sprachunterricht; nach einer englischsprachigen Anlaufphase wird insbesondere im letzten Studienjahr auch in deutscher Sprache unterrichtet, einschließlich Landeskunde und interkulturelle Kompetenzvermittlung.
Die Gründung erfolgte in beiden Ländern in Anbindung an politische und weitere Institutionen; die neue Hochschule dient der Förderung der traditionell guten bilateralen Beziehungen. Die Philosophie der GJU zielt auf eine seriöse, ehrgeizige und exzellente Ausbildung junger Menschen, die die bestehenden Verbindungen gerade auch in wirtschaftlicher Hinsicht mit entsprechendem Know-how weiter ausgestalten und verfestigen sollen.
Bei seinem Deutschlandbesuch 2011 hob der jordanische König die Bedeutung der Hochschule hervor.